# John Slattery
John M. Slattery Jr. (nascut a Boston el 13 d'agost de 1962) és un actor i director de cinema nord-americà. Ha actuat en més de trenta pel·lícules i en diverses sèries de televisió d'èxit com a Desperate Housewives (interpretant a Victor Lang, espòs de Gabrielle) i Law & Order. Una de les seves actuacions més destacades és en la sèrie Mad Men en la qual interpreta a un dels personatges principals, Roger Sterling. Aquest paper li ha valgut ser nominat 4 vegades per al premi Emmy al millor actor de repartiment en una sèrie de TV, i rebre juntament amb els altres actors de la sèrie el Premi del Sindicat d'Actors de Cinema al millor repartiment de sèrie de TV de 2009 i 2010.
John Slattery va dirigir el seu primer llargmetratge, God's Pocket, en 2013, del que va escriure el guió al costat d'Alex Metcalf. La pel·lícula es basa en una novel·la de Pete Dexter i es va estrenar el gener de 2014 en el Festival de Cinema de Sundance. El repartiment inclou a actors de la talla de John Turturro, Richard Jenkins, Christina Hendricks i Philip Seymour Hoffman en el paper protagonista, en un dels seus últims treballs.
Slattery també és reconegut pel seu paper de Howard Stark en l'Univers cinematogràfic de Marvel.

## Televisió
| Any          | Títol                                                   | Paper                                  | Notes                                         |
| ------------ | ------------------------------------------------------- | -------------------------------------- | --------------------------------------------- |
| 1988         | Dirty Dozen: The Series                                 | Dylan Leeds                            | 7 episodis                                    |
| 1989         | Father Dowling Mysteries                                | Doug                                   | Episodi: "The Man Who Came to Dinner Mystery" |
| 1991         | Under Cover                                             | Graham Parker                          | Episodi: "Sacrifices - Part 2"                |
| 1991         | China Beach                                             | Dr. Bob                                | Episodi: "Hello Goodbye"                      |
| 1991         | Before the Storm                                        | Graham Parker                          | Telefilm                                      |
| 1991         | Under Cover                                             | Graham Parker                          | Telefilm                                      |
| 1991–1993    | Homefront                                               | Al Kahn                                | 38 episodis                                   |
| 1995         | Ned & Stacey                                            | Sam                                    | Episodi: "Threesome"                          |
| 1998         | From the Earth to the Moon                              | Walter Mondale                         | Episodi: "Apollo One"                         |
| 1998         | Party of Five                                           | Jay Mott                               | 2 episodis                                    |
| 1998         | Becker                                                  | Peter                                  | Episodi: "Man Plans, God Laughs"              |
| 1998–1999    | Maggie                                                  | Dr. Richard Meyers                     | 11 episodis                                   |
| 1998         | Law & Order                                             | Arlen Levitt                           | Episodi: "Tabloid"                            |
| 1999         | Will & Grace                                            | Sam Truman                             | 2 episodis                                    |
| 1999–2000    | Judging Amy                                             | Michael Cassidy                        | 3 episodis                                    |
| 2000         | Sex and the City                                        | Bill Kelley                            | 2 episodis                                    |
| 2000         | Law & Order                                             | Dr. Richard Shipman                    | Episodi: "Stiff"                              |
| 2001–2002    | Ed                                                      | Dennis Martino                         | 17 episodis                                   |
| 2002         | A Death in the Family                                   | Jay Follett                            | Telefilm                                      |
| 2003         | K Street                                                | Tommy Flannegan                        | 10 episodis                                   |
| 2004         | The Brooke Ellison Story                                | Ed Ellison                             | Telefilm                                      |
| 2004–2005    | Jack & Bobby                                            | Peter Benedict                         | 21 episodis                                   |
| 2007         | Desperate Housewives                                    | Victor Lang                            | 14 episodis                                   |
| 2007–2015    | Mad Men                                                 | Roger Sterling                         | 85 episodis                                   |
| 2009         | The Colbert Report                                      | John Slattery (del Prescott Financial) | Episodi: "Alicia Keys"                        |
| 2010         | 30 Rock                                                 | Steven Austin                          | Episodi: "Brooklyn Without Limits"            |
| 2011         | The Simpsons                                            | Robert Marlowe (veu)                   | Episodi: "The Man in the Blue Flannel Pants"  |
| 2011–2012    | The Cleveland Show                                      | Batlle Larry Box (veu)                 | 4 episodis                                    |
| 2013         | Arrested Development                                    | Dr. Norman                             | 2 episodis                                    |
| 2015         | Center of Attention: The Unreal Life of Derek Sanderson | Narrador                               | 1 episodi                                     |
| 2015         | Wet Hot American Summer: First Day of Camp              | Claude Dumet                           | 6 episodis                                    |
| 2015         | Documentary Now!                                        | William H. Sebastian                   | Episodi: "Kunuk Uncovered"                    |
| 2016         | Veep                                                    | Charlie Baird                          | 6 episodis                                    |
| 2018         | The Romanoffs                                           | Daniel Reese                           | 2 episodis                                    |
| 2019         | Modern Love                                             | Dennis                                 | 2 episodis                                    |
| 2020         | NeXt                                                    | Paul Leblanc                           |                                               |
| Per estrenar | Mrs. America                                            | Fred Schlafly                          | Minisèrie, filmant                            |